# Katyń (film)
Katyń is een film van de Poolse regisseur Andrzej Wajda die op 17 september 2007, 68 jaar na de Sovjet-aanval op Polen, in première ging. De film behandelt het bloedbad van Katyn en is gebaseerd op het boek Post mortem – The Katyn Story van Andrzej Mularczyk.
Katyń werd genomineerd voor de Oscar voor beste niet-Engelstalige film en won onder meer Golden Globes voor beste Europese film en beste distributie, een European Film Award voor de kostuums en de Poolse Filmprijs Orzeł in zeven categorieën (waaronder die voor beste film).

## Verhaal

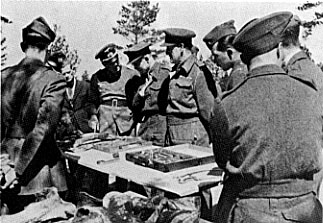
Bij de opgravingen in 1943 tonen de Duitsers hun bevindingen aan een commissie van krijgsgevangen Britse, Canadese en Amerikaanse officieren

De film begint met een scène uit september 1939, waarbij vluchtelingen die uit het westen voor de Duitsers vluchten stuiten op vluchtelingen uit het oosten, die voor het Rode Leger vluchten. Polen wordt verdeeld tussen nazi's en Sovjets, waarbij 15.000 Poolse officieren in Sovjet-gevangenschap terechtkomen. Een van de gevangenen is Andrzej, wiens vader professor is aan de Jagiellonische Universiteit in Krakau. Zijn vrouw Anna weet Andrzej met haar dochter te bereiken in zijn gevangenschap, maar weet Andrzej niet te overreden te vluchten. Anna kan dankzij de hulp van een officier van het Rode Leger vluchten naar Krakau.
In Krakau wordt de universiteit door de nazi's gesloten; de professoren worden naar concentratiekampen afgevoerd. De vader van Andrzej komt om het leven in concentratiekamp Sachsenhausen. De Poolse officieren worden op hun beurt naar Sovjet-gevangenkampen afgevoerd. In 1943 worden de Polen door de nazi's op de hoogte gesteld van de gebeurtenissen in Katyn. Andrzej wordt niet genoemd als slachtoffer, waardoor zijn vrouw en zijn moeder blijven hopen op zijn terugkeer. De nazi's buiten de gebeurtenissen in Katyn uit voor propaganda-doeleinden.
Na de Tweede Wereldoorlog wordt de macht in Polen overgenomen door de Sovjets en de Poolse communisten. Hun propaganda meldt dat Katyn een misdaad van de nazi's is. Met de Sovjets keert ook Jerzy, een officier uit het regiment van Andrzej, terug in Krakau. Jerzy stond op de lijst van omgekomen officieren in Katyn. Hij informeert Anna over de dood van Andrzej, die op het moment van zijn dood een trui droeg waarin de naam van Jerzy stond geborduurd. Enige tijd later krijgt Anna de dagboekaantekeningen van haar man in handen. Deze aantekeningen houden op in 1940, een moment waarop Katyn nog onder het bewind van de Sovjets stond. Hierna toont Andrzej Wajda de moord op de Poolse officieren, die met een schot in het achterhoofd worden omgebracht. De film eindigt met beelden van een bulldozer die de massagraven toedekt.

## Rolverdeling
| Acteur               | Personage                  |
| -------------------- | -------------------------- |
| Hoofdrollen          |                            |
| Artur Żmijewski      | Andrzej                    |
| Maja Ostaszewska     | Anna, Andrzejs echtgenote  |
| Andrzej Chyra        | Jerzy                      |
| Jan Englert          | Generaal                   |
| Danuta Stenka        | Róża, zijn vrouw           |
| Magdalena Cielecka   | Agnieszka                  |
| Agnieszka Glińska    | Irene, zus van Agnieszka   |
| Paweł Małaszyński    | Piotr, broer van Agnieszka |
| Maja Komorowska      | Moeder van Andrzej         |
| Władysław Kowalski   | Vader van Andrzej          |
| Antoni Pawlicki      | Tadeusz                    |
| Joachim Paul Assböck | Obersturmbannführer Müller |
| Stanisława Celińska  | Stasia, dienstmeid         |
| Alicja Dąbrowska     | Toneelspeelster (Antigone) |
| Krzysztof Kolberger  | Priester                   |
| Olgierd Łukaszewicz  | Kapelaan                   |